# 原鼩龍獸屬
原鼩龍獸屬（學名：Progalesaurus）是已滅絕合弓綱的一屬，屬於獸孔目的犬齒獸亞目，是種原始犬齒獸類動物。化石發現於南非的水龍獸組合帶（Lystrosaurus Assemblage Zone），地質年代為三疊紀早期。
水龍獸組合帶是以水龍獸為名。發現於水龍獸組合帶的犬齒獸類，還包含：Trirachodon、三尖叉齒獸、鼩龍獸、以及Lumkuia。發現於水龍獸組合帶的獸頭亞目，則包含：埃里斯蜥獸、包氏獸、鋸頜獸、Scaloposaurus、麝喙獸、以及Euchambersia。